# جيميسون برايس
جيميسون برايس (Jamieson Price) (اسمه الكامل جيميسون كينت برايس (Jamieson Kent Price)) هو ممثل أمريكي ولد في 28 أبريل 1961 في ولاية فلوريدا.

## أدواره في الأنمي

### مسلسلات أنمي تلفزيونية
- بليتش - ياسوتورا سادو
- إيوريكا سفن - نورب، بريتاني
- كود غياس: لولوش الثائر - ديتهارت ريد
- كود جياس: لولوش الثائر R2 - ديتهارت ريد
- ناروتو - الهوكاجي الأول
- غانكوتسوؤو - الكونت مونتي كريستو
- ساموراي تشامبلو - أونيواكامارو
- تنجن توبا جورين لاجان - لوردجينوم
- فيت/ستاي نايت - كيري كوتوميني
- X - كوساناغي شيو
- أبطال الديجيتال الجزء الثاني - شاهر
- ذا بيغ أو - بيغ إير
- سكرايد - مارتن جيغمار
- غاد غارد - جاك برونو
- تنبو إيبون أياكاشي أياشي - آبي
- فيوتيفل جو - هالك ديفيدسون

### أنمي الإنترنت
- سورد غاي ذي أنيميشن - آمون أوغاتا

### أوفا أنمي
- دوت هاك ليميناليتي - جونيتشيرو توكوؤكا

### أفلام أنمي
- فيلم بليتش: ميموريز أوف نوبودي - ياسوتورا سادو
- فيلم بليتش: ذا داياموند داست ريبيليون, هيورينمارو آخر - ياسوتورا سادو
- أوسامو تيزوكا: متروبوليس - الدوق ريد

## أدواره في ألعاب الفيديو
- سلسلة ألعاب بليزبلو
  - بليزبلو كالاميتي تريغر - آيرون تيغر
  - بليزبلو كونتينيوم شيفت - آيرون تيغر
  - بليزبلو كرونو فانتازما - آيرون تيغر
- بليزبلو كروس تاغ باتل - آيرون تيغر
- تيلز أوف ذي أبيس - لارغو
- تيلز أوف فيسبيريا - دوك بانتاري
- تيلز أوف غريسز - ماليك سيزر
- تيلز أوف إكسيليا - إلدين
- كاثرين - الراوي
- نير - نير
- ناروتو شيبودن: كيزونا درايف - إنزو تينرو
- ناروتو شيبودن: ألتيميت نينجا ستورم ريفولوشن - الهوكاجي الثاني/توبيراما سينجو، الميزوكاجي الثاني
- ناروتو شيبودن: ألتيميت نينجا ستورم 4 - الهوكاجي الثاني/توبيراما سينجو، الميزوكاجي الثاني
- بيرسونا 5 - سوجيرو ساكورا

## أدواره في الدبلجة الإنجليزية
- خيميائي الفولاذ - كورنيلو

## وصلات خارجية
- جيميسون برايس على موقع IMDb (الإنجليزية)
- جيميسون برايس على موقع قاعدة بيانات الفيلم (الإنجليزية)
- جيميسون برايس على موقع ANN person (الإنجليزية)